# 369.º Regimiento de Infantería (Estados Unidos)
El 369.º Regimiento de Infantería, conocido anteriormente como el 15.º Regimiento de la Guardia Nacional de Nueva York, fue un regimiento de infantería de la Guardia Nacional de Nueva York durante la I Guerra Mundial y la II Guerra Mundial. El Regimiento se componía principalmente de afroamericanos, aunque durante la II Guerra Mundial también incluyó a puertorriqueños, cubanos e incluso soldados procedentes de Guyana. Fue conocido por ser el primer regimiento afroamericano que sirvió con las Fuerzas Expedicionarias Estadounidenses durante la I Guerra Mundial. Antes de que se formase este regimiento, cualquier afroamericano que quisiera luchar en la guerra tenía que alistarse en el ejército francés o el canadiense.
El regimiento fue apodado Black Rattlers. Los franceses les llamaron los Hombres de Bronce mientras que los alemanes los apodaron Los luchadores del Infierno. Durante la Primera Guerra Mundial, el 369.º pasó 191 días en las trincheras de primera línea, más que cualquier otra unidad estadounidense. También fueron los que más pérdidas sufrieron de entre todos los regimientos estadounidenses, con 1.500 víctimas. Fueron altamente conocidos durante la Gran Guerra debido a la crudeza de sus combates, donde solían terminar luchando cuerpo a cuerpo contra los alemanes